# IC 4841
IC 4841 је спирална галаксија у сазвјежђу Паун која се налази на листи објеката дубоког неба у Индекс каталогу.
Деклинација објекта је - 72° 13' 35" а ректасцензија 19h 20m 42,8s. Привидна величина (магнитуда) објекта IC 4841 износи 14,2 а фотографска магнитуда 14,9. IC 4841 је још познат и под ознакама ESO 72-14, PGC 63092.